# اودل (آرکانزاس)
اودل (به انگلیسی: Odell) یک منطقهٔ مسکونی در ایالات متحده آمریکا است که در شهرستان واشینگتن، آرکانزاس واقع شده‌است. اودل ۵۰۱ متر بالاتر از سطح دریا واقع شده‌است.